# جون ويزلي فيتزجيرالد
جون ويزلي فيتزجيرالد هو سياسي أمريكي، ولد في 22 أكتوبر 1850، وتوفي في 3 فبراير 1908. نشط حزبياً في الحزب الجمهوري. وقد انتخب عضو مجلس نواب ميشيغان ‏.